# Mundocoop
MundoCoop é uma revista brasileira publicada mensalmente pela Editora HLMais. Seu público-alvo é formado principalmente por pessoas que se interessam pelo cooperativismo (agronegócios, finanças, saúde e sustentabilidade), ou simplesmente pessoas que fazem parte do cooperativismo.
A revista conta com várias seções nas quais constam informações diversas, como sustentabilidade e competividade para quem deseja se manter atualizado sobre as práticas sustentáveis e as estratégias competitivas adotadas pelas cooperativas. Fundada em 1999, a revista vem escrevendo uma linda história de sucesso, levando informação sobre o cooperativismo para toda a sociedade.

## Seções[3]
- Brasil Coop[4]
- Credi Coop
- Tecno Coop[5]
- Agro  Coop